# Sung Kong
Sung Kong (kinesiska: 宋崗, 宋岗) är en ö i Hongkong (Kina). Den ligger i den sydöstra delen av Hongkong. Arean är 0,56 kvadratkilometer.
Terrängen på Sung Kong är lite kuperad. Öns högsta punkt är 127 meter över havet. Den sträcker sig 1,0 kilometer i nord-sydlig riktning, och 0,9 kilometer i öst-västlig riktning.